# Принцеза и жабац
Принцеза и жабац (енгл. The Princess and the Frog) је амерички анимирани мјузикл фантастични љубавно-хумористички филм продуциран од стране -Walt Disney Animation Studios}--а и издат од стране -Walt Disney Pictures}-. 49. анимирани филм Disney-а, филм је слабо заснован на роману Краљица жаба Елизабет Досон Бејкер, који је пак заснован на бајци „Краљ жаба” Браће Грим. Писаца и редитеља Рона Клементса и Џона Маскера, гласове главним улогама позајмљују Аника Нони Роуз, Бруно Кампос, Мајкл-Леон Вули, Џим Камингс, Џенифер Коди, Џон Гудман, Кит Дејвид, Питер Бертлет, Џенифер Луис, Опра Винфри и Теренс Хауард. Смештен у Њу Орлеанс двадесетих година прошлог века, филм прича причу о вредној конобарици Тијани која сања да отвори свој ресторан. Након што пољуби принца којег је зли врач претворио у жабу, Тијана и сама постаје жаба и мора пронаћи начин да се врати у човека пре него што буде прекасно.
Филм Принцеза и жабац започео је продукцију под радним насловом Краљица жаба. Означио је кратки повратак Disney-а традиционалној анимацији, јер је био први традиционално анимирани филм од филма Побуна на фарми (2004). Клементс и Маскер, редитељи изузетно успешних филмова Disney-а као што су Мала сирена (1989), Аладин (1992) и Херкулес (1997) вратили су се у Disney да режирају филм Принцеза и жабац. Студио се вратио бродвејском формату музичког стила који се често користио током ренесансе Disney-а и садржи музику коју је написао композитор Ранди Њуман, познат по свом музичком учешћу у филмовима -Pixar}--а попут франшизе Прича о играчкама.
Филм Принцеза и жабац ограничено је издат 25. новембра 2009. у Њујорку и Лос Анђелесу и шире је издат 11. децембра 2009. године. Премијера филма била је 24. јануара 2010. у Србији у Дому синдиката и издат је 28. јануара 2010. године од стране -Taramount Film}--а. Филм је добио углавном позитивне критике критичара и публике, хвалећи анимацију (посебно оживљавање медијума), ликове, музику и теме, а такође је био успешан на благајнама, нашавши се на првом месту током првог викенда издања у Северној Америци, и зарадио око 269 милиона долара широм света, постајући најуспешнији традиционално анимирани филм Disney-а од филма Лило и Стич из 2002. године, и најуспешнији филм студија за анимацију од филма Тарзан из 1999. године, десет година раније. Филм је добио три номинације за Оскара на 82. додели Оскара: једну за најбољи анимирани филм и две за најбољу оригиналну песму. Награде су освојили филмови До неба и Лудо срце.

## Радња
Године 1912. у Њу Орлеансу, девојчица Тијана и њена пријатељица Шарлот Ла Буф слушају Тијанину мајку како чита причу Краљ жаба. Шарлот, верница истинске љубави, причу сматра романтичном; Тијана изјављује да никада неће пољубити жабу.
Године 1926, Тијана је сада амбициозна куварица, која ради као хотелска собарица и конобарица у локалној залогајници, како би уштедела довољно новца за отварање сопственог ресторана, што је сан који је делила са оцем, који је наводно умро у Првом светском рату.
Упркос томе што је принц Навин од Малдоније стигао у Њу Орлеанс да побољша своју финансијску ситуацију, он не чини ништа да је поправи. Након што су му родитељи укинули џепарац због доброчинства и расипништва, Навин намерава да се ожени богатом јужном лепотицом, а Шарлот је савршен кандидат. Ели „Велики Татица” Ла Буф, богати барон и Шарлотин отац, домаћин је маскенбала у част Навина. Шарлот унајмљује Тијану да прави храну за бал, дајући јој довољно новца да купи стари млин шећера који ће се претворити у њен ресторан. У међувремену, Навин и његов собар, Лоренс, упознају врача др. Фасилијеа. Позивајући их у свој емпоријум, Фасилије их убеђује да им може остварити снове, али ни један ни други не добијју оно што очекује: Навин се трансформише у жабу, док Лоренс, који је сада регрутован за послушника Фасилијеа, добија вуду-талисман који му даје Навинов изглед. Фасилије намерава да се трансформисани Лоренс ожени Шарлот, након чега ће убити Ла Буфа и поделити богатство са Лоренсом, потајно дајући себи већу суму.
На балу, Тијана открива да може изгубити млин од понуђача с вишим ценама. Затим упознаје Навин, који, верујући да је она принцеза због њеног костима, тражи од ње да га пољуби и прекине Фасилијеову чаролију. У замену за потребан новац, Тијана невољно прихвата предлог. Ипак, с обзиром да није стварна принцеза, и сама је претворена у жабу кад пољуби Навина, што јој такође даје могућност да разговара са другим животињама. Следи хајка, а Тијана и Навин беже у залив. У заливу Тијана и Навин упознају алигатора који свира трубу, Луја, који сања да свира у бенду са људима, али га свирепи изглед спречава у томе. Упознају и каџунског свица, Реја. Реј верује да је Вечерња звезда такође свитац под именом „Еванџелина” и дубоко је заљубљен у њу; нико нема срца да му каже другачије. Луј и Реј нуде да одведу Тијану и Навина до краљице вудуа, Маме Оди, за коју верују да може поништити проклетство. Током путовања, Тијана и Навин развијају осећања једно према другом. У међувремену, Фасилије се договара са вуду духовима (својим „пријатељима на другој страни”), нудећи им душе људи Њу Орлеанса; у замену, духови пружају Фасилијеу услуге мноштва демона у сенци, којима он наређује да пронађу и ухвате Навина.
Када њих четворо пронађу Маму Оди након што су побегли од неколико демона и трија замршених ловаца на жабе, она им каже да Навин мора да пољуби праву принцезу да би се прекинула чаролија. Враћају се у Њу Орлеанс да би пронашли Шарлот, принцезу параде Марди Грас, али само до поноћи. Навин каже Реју да воли Тијану и вољан је да се одрекне својих снова због ње, али пре него што то успе, ухвате га демони и доводе Фасилијеу. Након што Реј каже Тијани да је Навин воли, Тијана одлази на параду како би признала љубав према Навину, да би пронашла Лоренса, који се и даље маскира као Навин, како се жени Шарлот. Тијана бежи, сломљеног срца. Реј спашава стварног Навина и краде талисман који прикрива Лоренса, проналази Тијану и даје јој талисман, објашњавајући обману. Затим се окреће да задржи демоне како би могла да побегне, али га је Фасилије смртно ранио. Фасилије затим нуди да оствари Тијанин ресторан у замену за талисман. Схвативши да би радије била са Навином и препознајући праве намере Фасилијеа, Тијана уништава талисман тако што га разбија о земљу. Кад је Фасилијеов план пропао, Тијана посматра како раздрагани вуду духови вуку Фасилијеа и његову сенку у свет вуду-духова због његових дугова њима, са својим уплашеним изразом лица постављеним на надгробни споменик.
Док Лоренса одводи полиција, Навин објашњава све Шарлот; Тијана и Навин откривају своју љубав једно према другоме. Шарлот пристаје да пољуби Навин како би он и Тијана могли бити заједно као људи, али сат откуца поноћ, а пољубац не успева. Пар одлучује да су задовољни што живе заједно као жабе. Реј умире недуго затим, а током његове сахране, нова звезда се појављује поред Еванџелине.
Маму Одие венчала је за Тијану и Навин и, због Тијанаиног новог статуса принцезе, обоје се враћају у људски облик након њиховог пољупца. Касније се враћају у Њу Орлеанс да би се легално венчали и прославили и отворили свој нови ресторан, а Луј свира у бенду.

## Улоге
| Улога                      | Оригинални глас  |
| -------------------------- | ---------------- |
| Тијана                     | Аника Нони Роуз  |
| др. Фасилије               | Бруно Кампос     |
| Луј                        | Мајкл-Леон Вули  |
| Реј                        | Џим Камингс      |
| Шарлот „Лоти” Ла Буф       | Џенифер Коди     |
| Ели „Велики Татица” Ла Буф | Џон Гудман       |
| Мама Оди                   | Џенифер Луис     |
| Лоренс                     | Питер Бартлет    |
| Јудора                     | Опра Винфри      |
| Џејмс                      | Теренс Хауард    |
| Стела                      | Френк Велкер     |
| Џуџу                       | Ди Бредли Бејкер |